# Quadro 350D

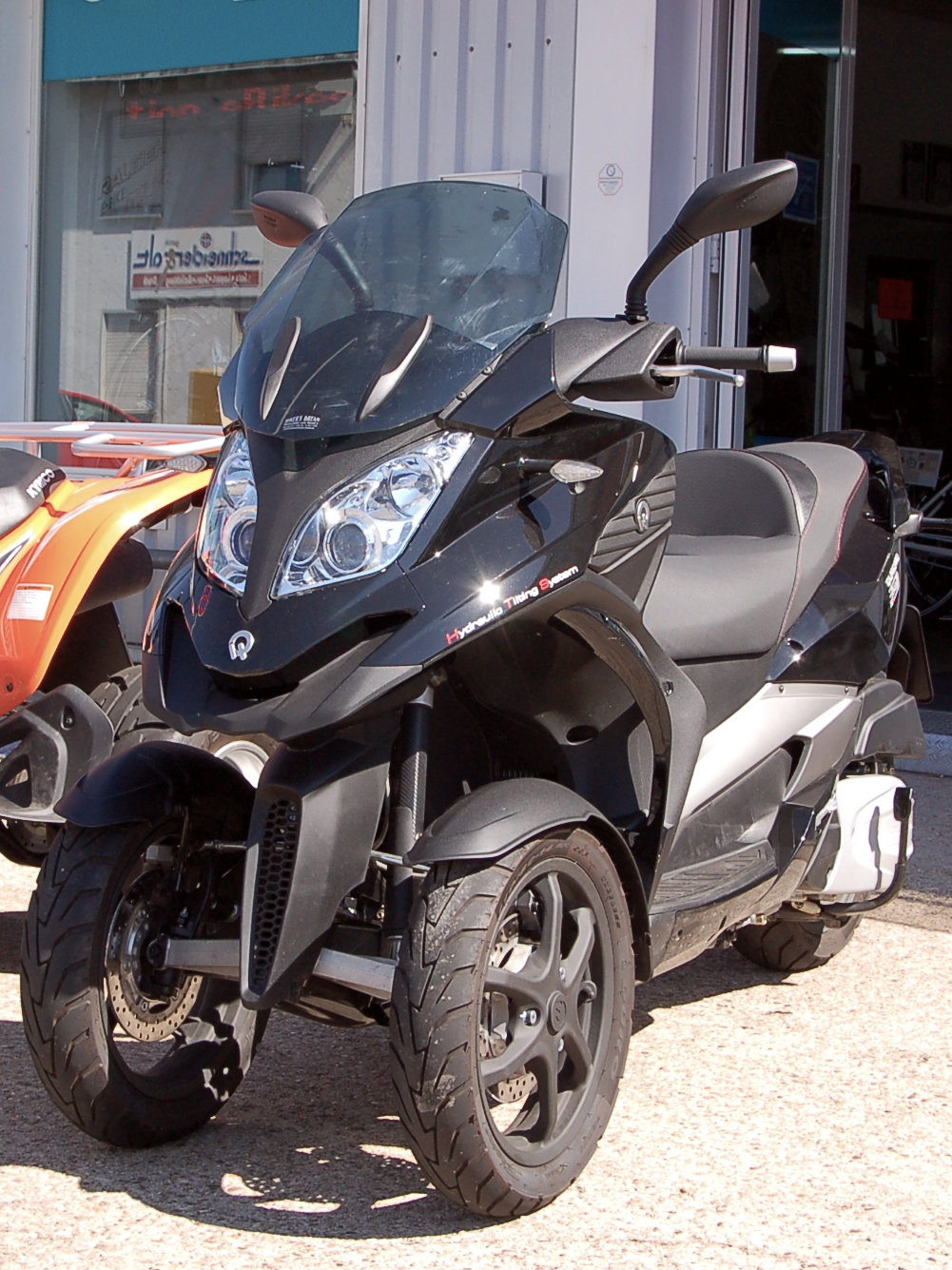
Quadro 350D.

Le Quadro 350D est un scooter à trois roues de l'entreprise suisse Quadro Technologie qui a son siège à Vacallo. Il est présenté en 2010 lors du salon de Milan puis il sort en 2012.

## Description
Le design a été finalisé en 2009 par l'entreprise Marabese Design[réf. nécessaire]. 

## Hydraulik Tilting System (HTS)
Le Quadro 350D est équipé du système HTS augmentant la stabilité. Le système HTS permet également au scooter de rester droit à l’arrêt sans d’aide d’électronique. Une simple pression sur les freins comprime le liquide à l’intérieur des tubes et permet ainsi sa stabilité.

## Permis de conduire

### En Allemangne
En Allemagne, les titulaires d'un permis de conduire d'avant le 19 janvier 2013 peuvent conduire le Quadro 350D avec le permis de classe B (véhicules légers), les autres avec le classe A (permis moto).

### En France
En France les tricycles à moteur de catégorie L5e peuvent être conduit par les titulaires de permis B sous certaines conditions[réf. nécessaire] :
- être âgé de 21 ans ;
- être titulaire du permis B depuis au moins deux ans ;
- avoir suivi une formation pratique de sept heures dispensée par un établissement ou une association (loi 1901) agréés au titre de l'article L.213-1 ou L.213-7.

Toutefois, ces deux dernières conditions ne sont pas exigées des conducteurs qui justifient d'une pratique de la conduite d'un véhicule de la catégorie L5e ou d'une motocyclette légère (125 cm3) au cours des cinq années précédant le 1er janvier 2011.

## Motorisations
| Cylindres / Soupapes       | Monocylindre / 2 soupapes | Monocylindre / 4 soupapes |                           |                           |                           |
| Cylindrée                  | 313 cm3                   | 346 cm3                   |                           |                           |                           |
| Puissance maxi             | 23 ch à 7 000 tr/min      | 27 ch à 7 000 tr/min      |                           |                           |                           |
| Couple maxi                | 23,6 N m à 6 000 tr/min   | 28,8 N m à 5 500 tr/min   |                           |                           |                           |
| Boîte de vitesses          | Variateur automatique CVT | Variateur automatique CVT | Variateur automatique CVT | Variateur automatique CVT | Variateur automatique CVT |
| Vitesse maxi               | 126 km/h                  | 129 km/h                  |                           |                           |                           |
| Accélération 0-100 m       | 7,7 s                     | 7,4 s                     |                           |                           |                           |
| Consommation (en L/100 km) | 5,2                       | 5,3                       |                           |                           |                           |

## Évolution
Quadro Technologie, après le 350 D, a produit le 350S ainsi que le AATW Replica et le Parkour. Ils disposent d'un seul cylindre et de 346 cm3 et de quatre ventilateurs[Information douteuse]. 
En mai 2015 est sorti le Quadro 4 avec des caractéristiques similaires mais avec quatre roues au lieu de trois.